# Бронзова Тетяна Василівна

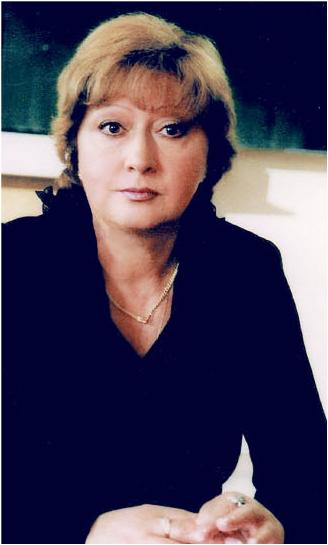
Тетяна Бронзова

Тетяна Василівна Бронзова (нар.. 15 січня 1946, м. Ленінград, Російська РФСР) — актриса театру і кіно, сценарист, письменник, заслужений працівник культури Російської Федерації.

## Біографія
Народилася Тетяна Бронзова 15 січня 1946 року в Ленінграді. У період 1964 по 1968 навчалася в Ленінградському кораблебудівному інституті, де активно брала участь у постановках самодіяльного театру, підробляла на аукціонах «Союзпушнини» і була «обличчям» цього радянського тресту. З 1965 по 1968 рік працювала в апараті Ленінградського Комітету ВЛКСМ.
У 1968 році вступила до Школи-студії МХАТ, після закінчення якої в 1972 році була прийнята в трупу МХАТ. Після розділу МХАТу в 1987 році на два колективи — у МХАТі імені А. П. Чехова. У 1990 році за рішенням Олега Єфремова була призначена завідувачкою трупи. На цій посаді працювала до 2001 року. Після чого зайнялася сценарною та письменницькою діяльністю.

## Особисте життя
Чоловік — народний артист Росії Борис Васильович Щербаков (нар.. 1949).
Син — Василь (нар.. 1977), закінчив Московський державний університеті імені М. В. Ломоносова, юрист, у 2006 році закінчив режисерський факультет ВДІКу.
У 2006 році хворіла на рак, але вдалось подолати цю недугу.

## Фільмографія (актриса)
- 1973 —Багато галасу з нічого
- 1975 — День за днем
- 1981 — Йдучи, озирнися
- 1981 — Три сестри
- 1983 — Принц і жебрак
- 1998 — Чехов і Ко
- 2001 — Ніна
- 2004 — На розі, біля Патріарших-4
- 2004 — Союз без сексу
- 2006 — Сищики
- 2007 — Спецгрупа

## Фільмографія (сценарист)
- 2006 — Сищики (телесеріал)
- 2008 — Історія кохання, або Новорічний розіграш

## Державні нагороди та почесні звання
- Заслужений працівник культури Російської Федерації, 1998